# Xlll
『Xlll』（サーティーン）は、lynch.の通算13枚目のアルバムである。2018年7月11日にキングレコードから発売された。
アルバムタイトルは大文字のエックス（X）に小文字のエル（l）を3つ合わせたものであり、この表記で「サーティーン」と読む。

## 解説
豪華盤、初回盤、通常盤の3形態でリリース。
豪華盤にはインストVer.CDとMV、ドキュメンタリー収録のBlu-ray、スペシャルブックレット同梱。
初回盤にはMV+MakingのDVD付属。
「JOKER」の曲終わりは、LUNA SEAの「My Lover」のオマージュである。中盤の展開は、Marilyn Mansonの「The Beautiful People」と葉月が述べた。
今作を携えて、全国ツアー「TOUR'18『XIII -THE BEAUTIFUL NIGHTMARES-』」を開催。
「JOKER」のMVは監督を務めた大喜多正毅が「ダークで美しい、ちょっと風変わりな小サーカスをイメージしたMVになりました。真の顔をメイクアップで覆い隠すピエロ、火と影、双子、歪む影絵、紅のストライプ幕などのモチーフで人のもつ二面性を表現しました」と述べた。

## 記録
- 2018年7月18日、初動売上6,257枚を記録、週間チャート8位[5]。バンド初となる週間チャートでのトップ10入り。

## 収録曲
1. INTRODUCTION
2. THIRTEEN
3. GROTESQUE
4. EXIST
5. JØKER
6. RENATUS
7. AMBLE
8. SENSE OF EMPTINESS
9. FIVE
10. INTERLUDE
11. FAITH
12. OBVIOUS
13. A FOOL

## タイアップ
- JØKER（#5）：日本テレビ「MIDNITEテレビシリーズ『アンフォゲッタブル2 完全記憶捜査』」エンディングテーマ[6][7]